# Моріц Шепс

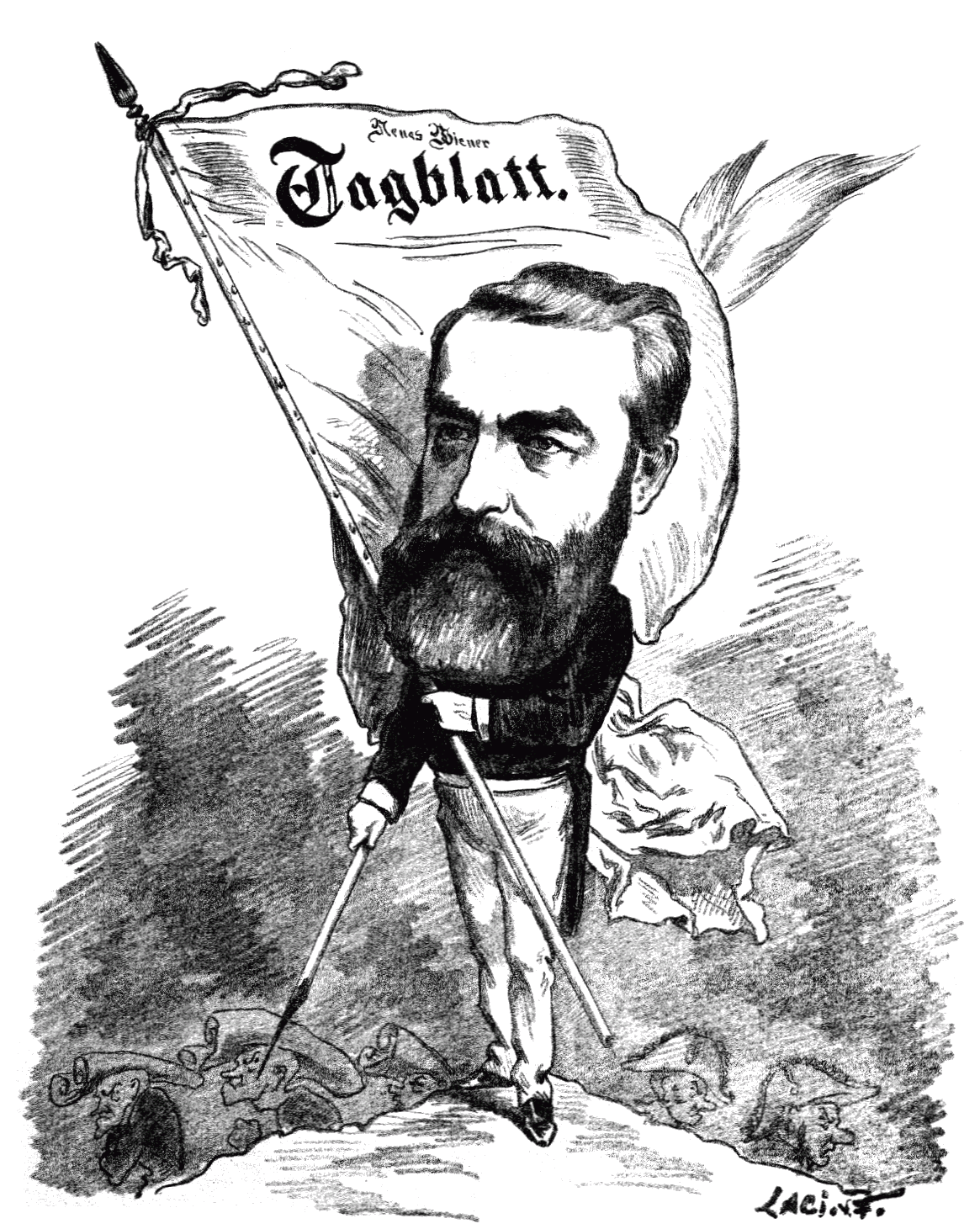
Карикатура 1877 року

Моріц Шепс (5 листопада 1835, Буськ — 9 серпня 1902, Відень) — австрійський журналіст, політик профранцузького напряму, власник і видавець віденських газет Morgenpost та Wiener Tagblatt.

## Життєпис
Народився у сім'ї єврейського лікаря Лєона Шепса у Буську, навчався на медичному факультеті Львівського та Віденського університету, але в кінці обирає все ж фах журналіста. У 1855-67 — головний редактор віденської газети Morgenpost. З 1867 — видавець Neuen Wiener Tagblats — відомої австрійської ліберальної газети з гострими політичними публікаціями.
У 1886 р. з допомогою угорського фінансиста купує газету Morgenpost, змінює її назву на Wiener Tagblatt (з 1901 — Wiener Morgenzeitung) та перелаштовує її видавничу лінію на свій манер. Оскільки газета виявилась нерентабельною, у 1905 році її видання припинили. Помер і похований 1905 у Відні.

## Політичні погляди
Шепс не бачив майбутнього монархії у союзі з Німецьким Рейхом під проводом Бісмарка, тому обрав пріоритетом співпрацю з ліберальною республіканською демократичною Францією. Франкомислення Шепса різко критикували німецькі антисеміти у Відні.